# Phil Hogan

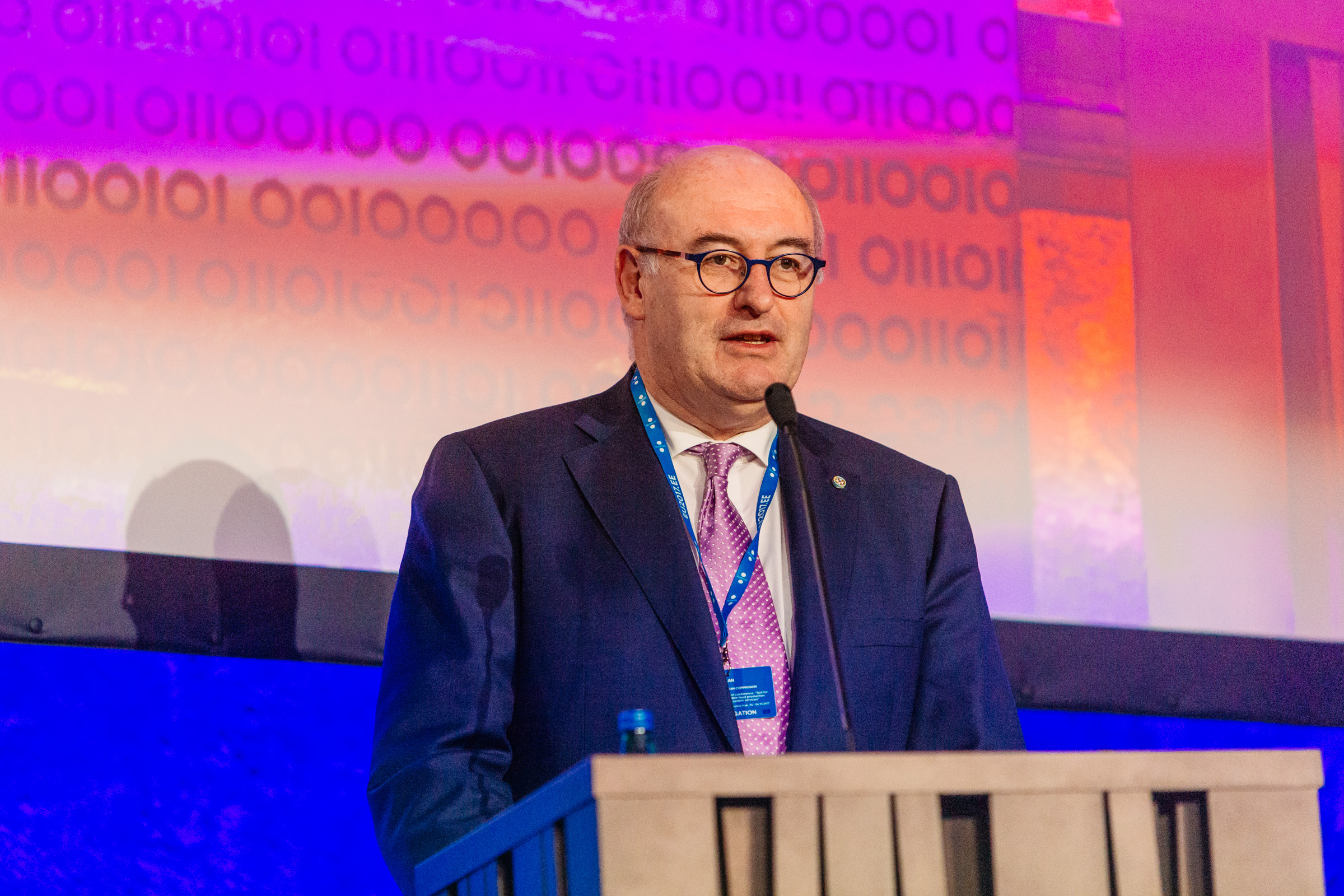
Phil Hogan

Phil Hogan, född 4 juli 1960 i Kilkenny, är en irländsk politiker. Han var mellan den 1 november 2014 och den 26 augusti 2020 EU-kommissionär, först med ansvar för jordbrukspolitik och landsbygdsutveckling i kommissionen Juncker (2014–2019) och sedan med ansvar för handelspolitik i kommissionen von der Leyen I (2019–2020).
Hogan är medlem i det kristdemokratiska partiet Fine Gael, var 1987-1989 ledamot av Seanad Éireann (senaten) och har sedan 1989 varit Teachta Dála (ledamot) av Dáil Éireann, underhuset i det irländska parlamentet Oireachtas. Hogan var juniorminister i finansdepartementet 1994-1995 och Fine Gaels gruppledare i parlamentet 1995-2001. Efter Michael Noonans avgång 2002 kandiderade Hogan till partiledarposten, men förlorade mot den sedermera premiärministern Enda Kenny. Hogan var miljö-, region- och kommunminister 2011-2014 i Enda Kennys regering. Som minister har han utmärkt sig genom att med fast hand driva igenom två reformer, dels en kommunreform som syftade att minska antalet kommunstyrelser och dels instiftande av avgifter för medborgarnas vattenkonsumtion.
Den 26 augusti 2020 avgick Hogan som EU-kommissionär efter att ha deltagit i en tillställning i Irland som bröt mot de rådande restriktionerna i landet under coronaviruspandemin.